# Superliga 2012
La Superliga 2012 è l'8ª edizione del campionato di football americano di primo livello, organizzato dalla SAAF.

## Squadre partecipanti
| Club                  | Città      | Stadio | Sponsor ufficiale | Risultato nella stagione 2011 |
| --------------------- | ---------- | ------ | ----------------- | ----------------------------- |
| Belgrade Blue Dragons | Belgrado   |        |                   |                               |
| Beograd Vukovi        | Belgrado   |        |                   |                               |
| Čačak Angel Warriors  | Čačak      |        |                   |                               |
| Klek Knights          | Zrenjanin  |        |                   |                               |
| Kragujevac Wild Boars | Kragujevac |        |                   |                               |
| Kraljevo Royal Crowns | Kraljevo   |        |                   |                               |
| Novi Sad Dukes        | Novi Sad   |        |                   |                               |
| Pančevo Panthers      | Pančevo    |        |                   |                               |

## Stagione regolare

### Calendario

#### 1ª giornata
| 24 marzo 2012 | Beograd Vukovi | 54 – 8 | Klek Knights |  |

| 25 marzo 2012 | Kragujevac Wild Boars | 32 – 9 | Kraljevo Royal Crowns |  |

| 25 marzo 2012 | Čačak Angel Warriors | 32 – 12 | Belgrade Blue Dragons |  |

| 25 marzo 2012 | Pančevo Panthers | 23 – 8 | Novi Sad Dukes |  |

#### 2ª giornata
| 7 aprile 2012 | Beograd Vukovi | 47 – 23 | Kragujevac Wild Boars |  |

| 8 aprile 2012 | Novi Sad Dukes | 40 – 14 | Čačak Angel Warriors |  |

#### Recuperi 1
| 14 aprile 2012 | Klek Knights | 26 – 27 | Belgrade Blue Dragons |  |

#### 3ª giornata
| 21 aprile 2012 | Belgrade Blue Dragons | 7 – 13 | Novi Sad Dukes |  |

| 22 aprile 2012 | Čačak Angel Warriors | 26 – 33 | Kraljevo Royal Crowns |  |

| 22 aprile 2012 | Pančevo Panthers | 22 – 45 | Beograd Vukovi |  |

#### Recuperi 2
| 29 aprile 2012 | Kraljevo Royal Crowns | 42 – 14 | Pančevo Panthers |  |

| 29 aprile 2012 | Kragujevac Wild Boars | 41 – 0 | Klek Knights |  |

#### 4ª giornata
| 5 maggio 2012 | Beograd Vukovi | 47 – 18 | Čačak Angel Warriors |  |

| 5 maggio 2012 | Klek Knights | 8 – 48 | Novi Sad Dukes |  |

| 5 maggio 2012 | Kraljevo Royal Crowns | 20 – 7 | Belgrade Blue Dragons |  |

| 5 maggio 2012 | Kragujevac Wild Boars | 59 – 7 | Pančevo Panthers |  |

#### 5ª giornata
| 19 maggio 2012 | Pančevo Panthers | 35 – 0 (a tavolino) | Klek Knights |  |

| 19 maggio 2012 | Belgrade Blue Dragons | 17 – 35 | Beograd Vukovi |  |

| 20 maggio 2012 | Novi Sad Dukes | 17 – 22 | Kraljevo Royal Crowns |  |

| 20 maggio 2012 | Čačak Angel Warriors | 6 – 62 | Kragujevac Wild Boars |  |

#### 6ª giornata
| 2 giugno 2012 | Beograd Vukovi | 48 – 21 | Novi Sad Dukes |  |

| 2 giugno 2012 | Pančevo Panthers | 42 – 35 | Čačak Angel Warriors |  |

| 2 giugno 2012 | Klek Knights | 0 – 35 (a tavolino) | Kraljevo Royal Crowns |  |

| 2 giugno 2012 | Kragujevac Wild Boars | 62 – 6 | Belgrade Blue Dragons |  |

#### 7ª giornata
| 16 giugno 2012 | Novi Sad Dukes | 7 – 65 | Kragujevac Wild Boars |  |

| 16 giugno 2012 | Kraljevo Royal Crowns | 36 – 58 | Beograd Vukovi |  |

| 16 giugno 2012 | Belgrade Blue Dragons | 36 – 20 | Pančevo Panthers |  |

| 16 giugno 2012 | Čačak Angel Warriors | 35 – 0 (a tavolino) | Klek Knights |  |

### Classifica
La classifica della regular season è la seguente:
- PCT = percentuale di vittorie, G = partite giocate, V = partite vinte,  P = partite perse, PF = punti fatti, PS = punti subiti

| Pos. | Squadra               | PCT   | G | V | N | P | PF  | PS  |
| ---- | --------------------- | ----- | - | - | - | - | --- | --- |
| 1    | Beograd Vukovi        | 1.000 | 7 | 7 | 0 | 0 | 334 | 145 |
| 2    | Kragujevac Wild Boars | .857  | 7 | 6 | 0 | 1 | 344 | 82  |
| 3    | Kraljevo Royal Crowns | .714  | 7 | 5 | 0 | 2 | 197 | 154 |
| 4    | Belgrade Blue Dragons | .429  | 7 | 3 | 0 | 4 | 127 | 197 |
| 5    | Pančevo Panthers      | .429  | 7 | 3 | 0 | 4 | 154 | 187 |
| 6    | Novi Sad Dukes        | .285  | 7 | 2 | 0 | 5 | 143 | 213 |
| 7    | Čačak Angel Warriors  | .143  | 7 | 1 | 0 | 6 | 155 | 251 |
| 8    | Klek Knights          | .000  | 7 | 0 | 0 | 7 | 42  | 275 |

## Playoff

### Tabellone
|  | Semifinali | Semifinali            | Semifinali |                       |    | VIII Serbian Bowl | VIII Serbian Bowl | VIII Serbian Bowl |  |
|  |            |                       |            |                       |    |                   |                   |                   |  |
|  | 1          | Beograd Vukovi        | 54         |                       |    |                   |                   |                   |  |
|  | 1          | Beograd Vukovi        | 54         |                       |    |                   |                   |                   |  |
|  | 4          | Belgrade Blue Dragons | 17         |                       |    |                   |                   |                   |  |
|  | 4          | Belgrade Blue Dragons | 17         |                       | 1  | Beograd Vukovi    | 35                |                   |  |
|  |            |                       |            |                       | 1  | Beograd Vukovi    | 35                |                   |  |
|  |            |                       | 3          | Kragujevac Wild Boars | 24 |                   |                   |                   |  |
|  | 2          | Kragujevac Wild Boars | 3          | Kragujevac Wild Boars | 24 | 56                |                   |                   |  |
|  | 2          | Kragujevac Wild Boars |            |                       |    |                   |                   |                   |  |
|  | 3          | Kraljevo Royal Crowns | 0          |                       |    |                   |                   |                   |  |

### Semifinali
| 23 giugno 2012 | Kragujevac Wild Boars | 56 – 0 | Kraljevo Royal Crowns |  |

| 24 giugno 2012 | Beograd Vukovi | 54 – 17 | Belgrade Blue Dragons |  |

### VIII Serbian Bowl
| 8 luglio 2012 | Beograd Vukovi | 35 – 24 | Kragujevac Wild Boars |  |

## Verdetti
- Beograd Vukovi Campioni della Serbia 2012
- Klek Knights e  Čačak Angel Warriors retrocessi in Prva Liga